# Owerri
Owerri   este un oraș  în  Nigeria. Este reședința  statului  Imo.